# 臘腸犬賽跑
臘腸犬賽跑（或稱维纳狗赛跑）主要出現在北美洲，是一项受欢迎但有争议的体育赛事。典型的臘腸犬賽道长度为25码或50码，會在不同類型的賽道上進行比賽。 在美国各地，有許多赛道都以募款或宣传為目的舉辦此比賽，每年都吸引眾多人潮参加。 
在非正式比赛中，参赛的狗狗多數不是职业賽犬，也不是为比赛而生。正常情况下，狗狗们不會跑完全程，而是去找其他狗狗或它们的主人。除非在食物或玩具的哄骗下，狗狗们才会迅速跑向在终点的主人。
事实上，维纳赛狗的全国锦标赛是Wienerschnitzel维纳国民 ，屬於每年十二月在加利福尼亞州的聖地牙哥所舉行的超級盃的一部分；然而还有许多场地声称它們是真正的“国家”冠军。

## 批评
有些人将这项运动与英国和后来美国的赛狗比赛进行了比较，他們认为这种运动是残忍又危险的。 比赛會導致狗的脊椎拉伤，也有人提出質疑这项运动會有虐待賽犬的可能。 
美國腊肠犬俱乐部反对舉辦此比赛，因为这种狗的所受的背部傷害有遗传的倾向。

## 历史
1970年，臘腸犬賽跑首次在澳大利亚举行。 早期以惠比特犬、阿富汗猎犬和腊肠犬为特色，纯粹是为了好玩。 加州大学戴维斯分校兽医学院每年举办一次Doxie Derby，作为该大学野餐日活动的一部分。  30多年来，这些比赛一直是兽医学生的筹款來源。 
在1993年Miller Lite啤酒的 电视广告列出奇怪的体育赛事后，这项运动在北美越来越受欢迎，且在Wiener Takes All发行了一部纪录片 ，记录了维纳国民赛两年來的比賽過程。  2009年， 印第安纳州韦恩堡的维纳狗国民队举行了第16届臘腸犬年度赛跑。 從2006至2009年，德国的冠军犬宙斯，被公认为有史以来最厲害的腊肠犬。  田纳西州的Germantown是孟菲斯的一个郊区，也为慈善事业提供了自己的“Wienies”。 
2016年，澳大利亚新南威尔士州邦根多尔镇举办了首届威利瓦臘腸大赛，为救助澳大利亚腊肠筹集资金。2017年1月29日，第二届威利瓦·维纳犬展，创下了在狗展以外最多腊肠犬聚集在一起的纪录，有154隻臘腸狗共襄盛舉。
这项运动于在2018年被引進加拿大，并在伊利堡赛道举行了一年一度的比赛， 且这场比赛非常地成功。 